# Obsjtina Tjiprovtsi
Obsjtina Tjiprovtsi (bulgariska: Община Чипровци) är en kommun i Bulgarien.   Den ligger i regionen Montana, i den västra delen av landet, 90 km norr om huvudstaden Sofia.
Obsjtina Tjiprovtsi delas in i:
- Prevala
- Martinovo
- Zjelezna
- Belimel
- Gorna Luka

Följande samhällen finns i Obsjtina Tjiprovtsi:
- Tjiprovtsi

I omgivningarna runt Obsjtina Tjiprovtsi växer i huvudsak lövfällande lövskog. Runt Obsjtina Tjiprovtsi är det glesbefolkat, med 11 invånare per kvadratkilometer.